# Argentotennantite-(Fe)
L'argentotennantite-(Fe) (simbolo IMA: Atnt-Fe) è un raro minerale del gruppo della tetraedrite e, al suo interno, al sottogruppo dell'arsenofreibergite; appartiene alla famiglia dei "solfuri e solfosali" e possiede composizione chimica Ag6(Cu4Fe2)As4S13.
L'argentotennantite-(Fe) è l'analogo del ferro dell'argentotennantite-(Zn) e l'analogo dell'arsenico dell'argentotetraedrite-(Fe).

## Etimologia e storia
Il nome deriva dal suo contenuto di argento e dalla sua relazione con i minerali del sottogruppo della tennantite; quest'ultimo nome-radice è stato scelto in onore di Smithson Tennant (1761-1815), chimico inglese la cui fama è saldamente basata sulla sua scoperta degli elementi iridio e osmio.
Il campione tipo è depositato nelle collezioni del Dipartimento di mineralogia e petrologia del "Museo nazionale di Praga" con il numero di catalogo P1P 52/2023 e presso il "Museo di storia naturale dell'Università di Pisa" con il numero di catalogo 20070.

## Classificazione
Essendo stata approvata dall'Associazione Mineralogica Internazionale (IMA) nel 2023, l'argentotennantite-(Fe) non compare nella classica nona edizione della sistematica dei minerali di Strunz, aggiornata dall'IMA fino al 2009.
Il minerale è presente nell'edizione successiva, proseguita dal database "mindat.org", nella quale l'annivite-(Zn) è elencata nella classe "2. Solfuri e solfosali (solfuri, seleniuri, tellururi; arseniuri, antimoniuri, bismuturi; solfoarseniuri, solfoantimonuri, solfobismuturi, ecc.)" e da lì nella sottoclasse "2.G Solfoarseniuri, solfoantomoniuri, solfobismuturi"; questa viene suddivia più finemente in base alla presenza o meno di zolfo aggiuntivo, in modo tale da trovare l'annivite-(Zn) nella sezione "2.GB Neso-solfoarseniuri, ecc. con S aggiuntivo", dove insieme a molti altri minerali forma il sistema nº 2.GB.05 insieme a hakite-(Hg), rozhdestvenskayaite-(Zn), argentotennantite-(Zn), tennantite-(Zn), tetraedrite-(Zn), tennantite-(Fe), tetraedrite-(Fe), tetraedrite-(Hg), kenoargentotetrahedrite-(Fe), giraudite-(Zn), argentotetraedrite-(Fe) e goldfieldite.

## Abito cristallino
L'argentotennantite-(Fe) cristallizza nel sistema cubico nel gruppo spaziale I43m (gruppo nº 217) con il parametro reticolare a = 10,4365(6) Å.

## Origine e giacitura
L'argentotennantite-(Fe) è molto rara ed è stata trovata solo in pochi siti: la sua località tipo, la miniera di "San Genaro" (13.19177°S 75.14341°W) nella Provincia di Castrovirreyna (Perù); la miniera di "Clara" nel circondario dell'Ortenau (Baden-Württemberg, Germania); nei pressi di Silbertal (nel distretto di Bludenz, Austria).